# Normal (matematik)
 For alternative betydninger, se Normal. (Se også artikler, som begynder med Normal)
 Denne artikel bør gennemlæses af en person med fagkendskab for at sikre den faglige korrekthed.

I matematik er en normal en linje som står vinkelret på en anden linje (i to-dimensioner). Mere generelt i 2 eller flere dimensioner taler man om en normalvektor. 
I tre dimensioner kan en linje stå vinkelret på et 2-dimensionelt plan.
| Dodekaeder | Spire Denne artikel om geometri er en spire som bør udbygges. Du er velkommen til at hjælpe Wikipedia ved at udvide den. |